# Mahsa Amini
Jina Mahsa Amini (en persa: جینا مهسا امینی‎,    Saqqez, provincia de Kurdistán, 21 de septiembre de 1999-Teherán, provincia de Teherán, 16 de septiembre de 2022), fue una mujer iraní de origen kurdo que fue arrestada y torturada por la policía religiosa islámica por no usar su hiyab correctamente. Había sido arrestada para recibir orientación islámica por parte de la Policía de la Moral del Gobierno de Irán, un escuadrón especial de policía a cargo de la implementación pública de las regulaciones del hiyab en dicho país. Después de recibir golpes en diversas partes del cuerpo y en la cabeza, entró en coma y tan solo dos horas después de su detención era ingresada en un hospital. Dos días después murió. Es una de las víctimas más recordadas de agresión y violencia contra las mujeres en Irán.

## Biografía
Mahsa Amini era una ciudadana iraní de 22 años originaria de Saqqez en la provincia de Kurdistán. Fue criada por una familia intelectual y vivió en una ciudad kurda donde la gente ha estado bajo la más dura represión por parte de los gobiernos iraníes.

## Detención y muerte
Amini fue arrestada por agentes de la Policía de la Moral alrededor de las 6 de la tarde del martes 13 de septiembre de 2022 cerca de la estación de metro Shahid Haqqani ubicada en la autopista Shahid Haqqani, en Teherán, mientras estaba con su hermano. Después de que su hermano Kiaresh Amini protestó, le dijeron que llevarían a su hermana al centro de detención para recibir una "clase informativa" y que la liberarían en una hora. En cambio, la llevaron al Hospital Kasra en ambulancia.
Durante dos días, Amini estuvo en coma en el Hospital Kasra de Teherán, lo que despertó los sentimientos del público en general y provocó una vez más la protesta de la gente contra la Patrulla de Orientación y la ley sobre el hijab.
Después de dos días en coma, Amini murió en la unidad de cuidados intensivos del Hospital Kasra en Teherán. La agencia de noticias semioficial Fars informó de que Amini murió el 16 de septiembre de 2022.
Días después del suceso, un familiar de Amini relataba la versión de la madre de la víctima, según la cual «los policías golpearon a Jhina, la golpearon delante de su hermano [...] La abofetearon, le golpearon las manos y las piernas con una porra», así como también rociaron la cara de su hermano con gas pimienta. Durante el trayecto a la comisaría habrían continuado agrediéndola hasta recibir un golpe en la cabeza con una porra, tras lo cual quedó inconsciente. Según el mismo testimonio, transcurrió al menos una hora y media entre la llegada a comisaría y el traslado de Amini al hospital, donde los médicos habrían corroborado que la joven recibió «un violento golpe en la cabeza». El 2 de octubre, el abogado de la familia señalaba que médicos independientes habrían confirmado que Mahsa Amini murió a consecuencia de los golpes recibidos y no por patologías previas.

## Reacciones

### Masivas protestas callejeras
Después de la muerte de Mahsa, personas de diferentes ciudades, incluida la capital Teherán y su ciudad natal, Saqqez, salieron a las calles y gritaron consignas  contra el Gobierno iraní. Estas manifestaciones fueron reprimidas por las fuerzas policiales especiales de Irán.
Dos días después de su fallecimiento prosiguen las protestas y las muestras de descontento popular. “Mujeres, vida y libertad” entonaron  un grupo manifestantes en la Universidad de Teherán por la muerte de Amini.

### Fallecidos y heridos
Las protestas por la muerte de Masha Amini provocaron la muerte de al menos 150 personas y un número aproximado de 75 personas heridas por disparos con munición real hechos por los organismos de seguridad iraní. Los incidentes mayormente se concentraron en el Kurdistán iraní. Más de 75 personas murieron en la represión de las manifestaciones en repulsa por la muerte de la joven Mahsa Amini.

### Quemas de hiyab y cortes de cabello
Mujeres iraníes se cortaron el pelo y quemaron los hiyab para protestar por la muerte de Mahsa Amini poniendo en sus redes sociales su manera pacífica de protestar.

### Protestas internacionales
Cientos de personas, especialmente mujeres y jóvenes, han salido a la calle de las grandes capitales del mundo durante estos últimos días, uniéndose a las protestas por la muerte de la joven Masha Amini y luchando contra la represión de las leyes islámicas iraníes, pidiendo claridad de los hechos y un castigo para los culpables.

### Críticas del conservadurismo iraní
El analista conservador Gheis Ghoreishi afirmó en sus redes sociales que la policía de la moral es una fábrica de odio hacia el sistema político teocrático persa. “La mayoría de las personas religiosas no apoyan la violencia, ilegal e indisciplinada contra sus hijos”.

### Alemania
Olaf Scholz, canciller de Alemania, calificó de "terrible" la muerte de Mahsa Amini bajo custodia policial y expresó su tristeza por la muerte de "las mujeres valientes" en las protestas. Agregó que las mujeres deberían poder tomar sus propias decisiones y no vivir con miedo.

### Chile
El presidente de Chile, Gabriel Boric, durante su discurso en la Asamblea General de la ONU, rindió homenaje a Mahsa Amini y llamó a poner fin al abuso de poder por parte de los poderosos de todo el mundo.

### Estados Unidos
El Gobierno de los Estados Unidos exigió el fin de la violencia contra las mujeres en Irán a través de Robert Malley, portavoz y enviado especial del Departamento de Estado sobre Irán. El secretario de Estado estadounidense Antony Blinken dijo que Amini "debería estar viva hoy" En cambio, Estados Unidos y el pueblo iraní la lloran. Pedimos al gobierno iraní que ponga fin a su persecución sistémica de las mujeres y que permita la protesta pacífica", publicó en Twitter.
El presidente de los Estados Unidos, Joe Biden, en el discurso anual de los líderes mundiales en las Naciones Unidas el 21 de septiembre de 2022, refiriéndose a la situación de las mujeres en Irán y la muerte de Mahsa Amini, prometió solidaridad con las mujeres iraníes.

### Francia
El Ministerio de Relaciones Exteriores de Francia condenó la tortura que condujo a la muerte de Mahsa Amini.

### Italia
Italia condenó la muerte de Amini: en un tuit, la Farnesina había expresado "dolor por la muerte de Mahsa", esperando que "los autores de este vil acto sean identificados y llamados a responder por ello".

### ONU
La portavoz de la oficina del alto comisionado de las Naciones Unidas Ravina Shamdasani para los Derechos Humanos solicitó que se realice una investigación sobre la muerte de Mahsa Amini.

### Unión Europea
Varios funcionarios de la Unión Europea condenaron su muerte. Josep Borrell, jefe de política exterior de la UE, calificó su muerte de "inaceptable". Un portavoz emitió un comunicado anunciando que lo sucedido a Mahsa Amini era inaceptable y que los autores de este asesinato deben rendir cuentas.

### Organismos No Gubernamentales de Defensa de Derechos Humanos
Amnistía Internacional solicitó una investigación penal sobre la muerte sospechosa de Mehsa Amini en Irán. Según esta organización, "todos los agentes y funcionarios responsables" en este caso deben ser llevados ante la justicia y "las condiciones que llevaron a su muerte sospechosa, que incluyen tortura y otros malos tratos en el centro de detención, deben ser investigadas penalmente.
Human Rights Watch calificó la muerte de Amini de "cruel" y escribió: "Las autoridades iraníes deberían cancelar la ley obligatoria del hiyab y eliminar o enmendar otras leyes que privan a las mujeres de su independencia y sus derechos". El grupo no gubernamental planteó preocupaciones adicionales sobre las aparentes represalias con fuerza letal de los funcionarios del gobierno a las protestas.
Centro para los Derechos Humanos en Irán: Mahsa Amini considerada como otra víctima de la guerra de la República Islámica contra las mujeres y solicitó que la violencia contra las mujeres en Irán sea condenada enérgicamente en todo el mundo para evitar tragedias tan prevenibles.

### Anonymous
Varios sitios web de medios del Gobierno iraní y afiliados al estado estuvieron caídos después de que una cuenta de Twitter vinculada al colectivo de piratas informáticos Anonymous afirmara haber lanzado ataques cibernéticos contra ellos, con el objetivo de apoyar las protestas tras la muerte de Mahsa Amini. Entre las página jaqueadas estaba la página web del líder supremo de Irán, Ali Jamenei.

## Respuesta del gobierno
Funcionarios iraníes rechazaron las críticas calificándolas de motivos políticos y acusaron a países extranjeros no identificados de fomentar los disturbios. El presidente Ebrahim Raisi pidió al ministro del Interior, Ahmad Vahidi, que "investigue la causa del incidente con urgencia y atención especial".
El líder supremo de Irán lamentó la muerte de la joven en medio de rumores sobre su salud y declaró que lo que estaba en juego no es el velo sino la República Islámica de Irán.
En diciembre de 2022, el Fiscal General de Irán, Mohammad Jafar Montazeri, declaró que la Policía Moral ha sido suprimida. En febrero del 2023, el ayatolá Alí Jamenei, anunció que reduciría la pena e indultaría a personas que estuvieron involucraron en las protestas.